# Quiet Riot II
Quiet Riot II es el segundo álbum de la banda de hard rock y heavy metal Quiet Riot, publicado en diciembre de 1978. Al igual que su primer álbum, fue lanzado sólo en Japón. Aunque Rudy Sarzo está representado y acreditado, las grabaciones se hicieron antes de que sustituyera a Kelly Garni.
La canción "Afterglow (of Your Love)" es una versión del grupo Small Faces. Todas las demás son canciones originales de Quiet Riot. Este es el último álbum de Quiet Riot donde participa el guitarrista Randy Rhoads, quien abandonó la banda poco tiempo después para unirse a la agrupación de Ozzy Osbourne como solista.

## Listado de canciones
| N.º   | Título                     | Escritor(es)                        | Duración |  |
| 1.    | «Slick Black Cadillac»     | Kevin DuBrow / Randy Rhoads         | 5:10     |  |
| 2.    | «You Drive Me Crazy»       | Kevin DuBrow / Randy Rhoads         | 4:17     |  |
| 3.    | «Afterglow (of Your Love)» | Marriott / Lane                     | 3:37     |  |
| 4.    | «Eye for an Eye»           | Kevin DuBrow / Randy Rhoads / Sobol | 4:02     |  |
| 5.    | «Trouble»                  | Kevin DuBrow / Randy Rhoads         | 5:10     |  |
| 6.    | «Killer Girls»             | Kevin DuBrow / Randy Rhoads / Sobol | 4:50     |  |
| 7.    | «Face to Face»             | Kevin DuBrow / Randy Rhoads         | 4:38     |  |
| 8.    | «Inside You»               | Kevin DuBrow                        | 4:49     |  |
| 9.    | «We've Got the Magic»      | Randy Rhoads                        | 4:40     |  |
| 45:21 |                            |                                     |          |  |

## Personal

### Quiet Riot
- Kevin DuBrow - Voz, Voces de Fondo
- Randy Rhoads - guitarra, órgano, Voces de Fondo
- Kelly Garni - bajo, Voces de Fondo
- Drew Forsyth - Batería, Batería electrónica, Voces de Fondo

### Músicos adicionales
- The Killer Bees - Voces de Fondo

### Producción
- Warren Entner - productor, Administrador
- Lee De Carlo - productor